# Crosby (Dacota do Norte)
Crosby é uma cidade localizada no estado norte-americano de Dacota do Norte, no Condado de Divide.

## Demografia
Segundo o censo norte-americano de 2000, a sua população era de 1089 habitantes.
Em 2006, foi estimada uma população de 991, um decréscimo de 98 (-9.0%).

## Geografia
De acordo com o United States Census Bureau tem uma área de
3,5 km², dos quais 3,5 km² cobertos por terra e 0,0 km² cobertos por água. Crosby localiza-se a aproximadamente 598 m acima do nível do mar.

## Localidades na vizinhança
O diagrama seguinte representa as localidades num raio de 36 km ao redor de Crosby.